# Trybonian

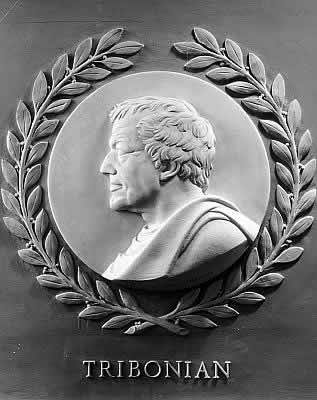
Trybonian

Trybonian (łac. Tribonianus) – prawnik rzymski, minister dworu i sprawiedliwości (magister officiorum et quaestor sacrii palatii) na dworze bizantyjskiego cesarza Justyniana Wielkiego. Specjalna komisja pod jego kierownictwem w ciągu siedmiu lat dokonała kodyfikacji prawa rzymskiego, tworząc trzy z czterech części wielkiej kodyfikacji, określonej później wspólnym mianem Corpus Iuris Civilis.
Zdymisjonowany przez Justyniana po wybuchu powstania Nika w 532 roku.